# Aéroport international d'Osaka
Ne doit pas être confondu avec Aéroport international du Kansai.
Pour les articles homonymes, voir ITM.
L'aéroport international d'Osaka (大阪国際空港, Ōsaka kokusai kūkō) (code IATA : ITM • code OACI : RJOO) est situé près de la ville d'Ōsaka, dans la région du Kansai, au Japon, à cheval sur la séparation entre les préfectures d'Osaka et de Hyogo.

## Description
Situé dans l'agglomération d'Ôsaka, c'est un aéroport dédié aux liaisons intérieures japonaises, depuis l'ouverture de l'aéroport international du Kansai qui est quant à lui principalement consacré aux liaisons internationales. Il est également appelé aéroport d'Itami, du nom de la commune où s'étend la majeure partie de ses pistes.
Les décollages et atterrissages y sont interdits entre 21h et 7h sauf circonstances exceptionnelles,.

## Situation
L'aéroport est situé à 15 km au nord-ouest d'Ōsaka. 

### Carte des 50 principaux aéroports du Japon
| Akita Amami Aomori Asahikawa Chūbu Fukuoka Fukushima Hakodate Hanamaki Hiroshima Ibaraki Ishigaki Izumo Kagoshima Kansai Kitakyushu Kobe Kōchi Komatsu Kumamoto Kumejima Kushiro Iwakuni Matsuyama Memanbetsu Miho-Yonago Misawa Miyako Miyazaki Nagasaki Nagoya Naha Tokyo · Narita Niigata Ōita Okayama Osaka Saga Sendai Shin-Chitose Shizuoka Shonai Takamatsu Tokachi-Obihiro Tokushima Tokyo · Haneda Tottori Toyama Tsushima Yamaguchi Ube |

## Histoire
En 2010, le nombre de passagers était de 14 millions. En juin 2013, il est, d'après FlightStats, l'aéroport le plus ponctuel au monde.
Le 10 novembre 2015, le duo Vinci Airports et Orix est désigné concessionnaire pressenti des aéroports internationaux du Kansai et d'Osaka pour une durée de 44 ans à partir du 1er avril 2016.

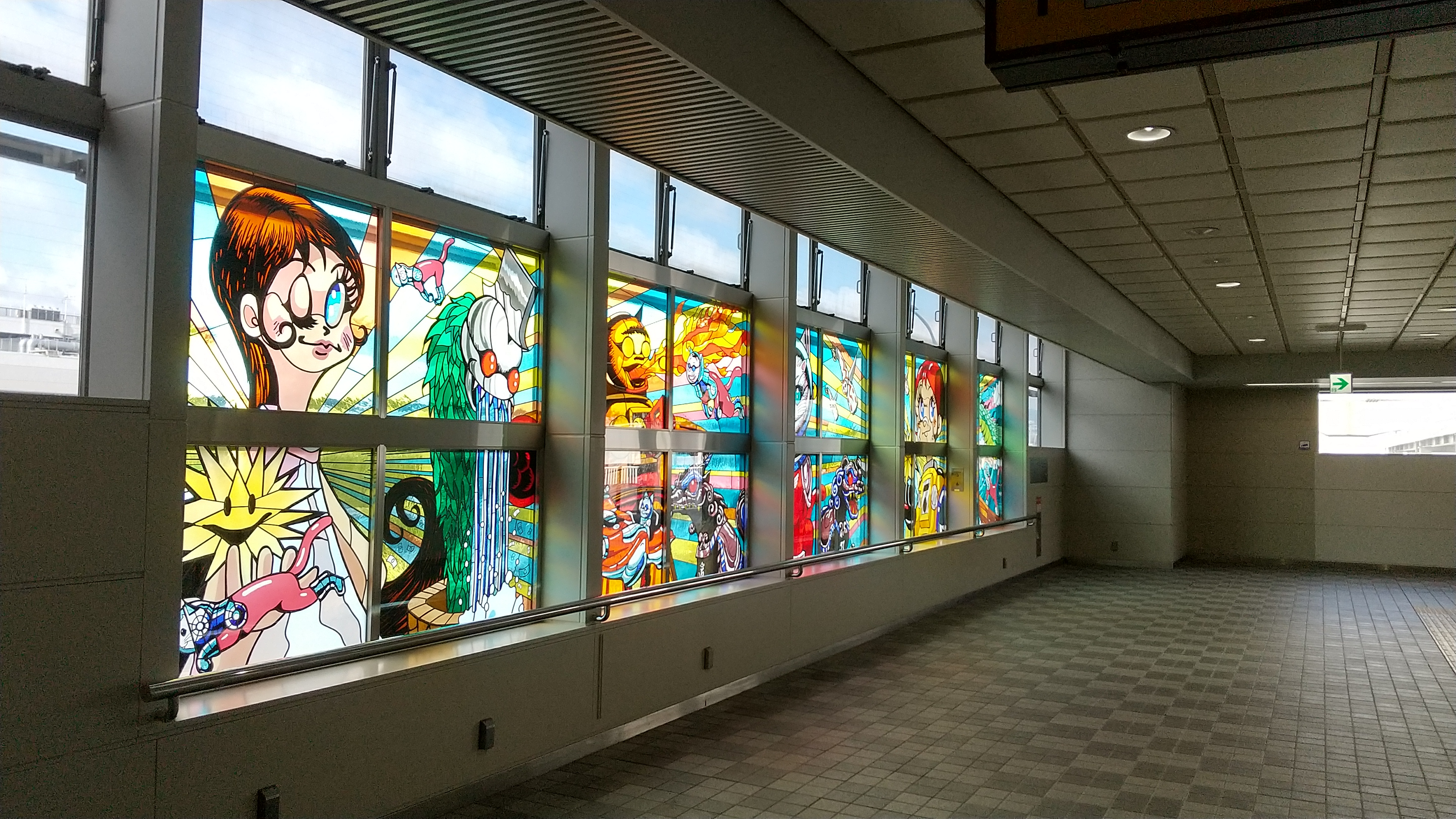
Vitraux de Kenji Yanobe, dans le couloir menant au parking de l’aéroport.

## Statistiques
Pour des raisons techniques, il est temporairement impossible d'afficher le graphique qui aurait dû être présenté ici.

Voir la requête brute et les sources sur Wikidata.

## Compagnies aériennes et destinations
| Compagnies                                  | Destinations |
| ------------------------------------------- | --- |
| All Nippon Airways                          | Fukuoka, Hakodate, Kagoshima, Kumamoto, Miyazaki, Nagasaki, Okinawa-Naha, Niigata, Shin-Chitose, Sendai, Tokyo-Haneda, Tokyo-Narita En saison : Kushiro (en)                                                   |
| All Nippon Airways opéré par ANA Wings      | Akita, Aomori, Fukuoka, Fukushima, Kōchi (en), Matsuyama, Niigata, Île Oki (en), Ōita, Shizuoka, Tokyo-Narita En saison : Iwami (en)                                                                           |
| All Nippon Airways opéré par Ibex Airlines  | Fukuoka, Fukushima, Niigata, Ōita, Sendai" |
| Amakusa Airlines                            | Kumamoto |
| Japan Airlines                              | Ōshima, Okinawa-Naha, Shin-Chitose, Tokyo-Haneda, Tokyo-Narita En saison : Asahikawa (en), Memanbetsu (en) |
| Japan Airlines opéré par J-Air              | Akita, Aomori, Fukuoka, Hakodate, Morioka/Hanamaki (en), Izumo (en), Kagoshima, Kumamoto, Matsuyama, Misawa (en), Miyazaki, Nagasaki, Niigata, Ōita, Île Oki (en), Sendai, Yamagata (en) En saison : Matsumoto |
| Japan Airlines opéré par Japan Air Commuter | Izumo (en), Tajima (en), Yakushima (en) En saison : Tanegashima (en) |

Édité le 04/10/2019

## Accès
L'aéroport est desservi par le monorail d'Osaka à la station Aéroport d'Osaka.